# Lista gal World Series of Fighting
Lista gal World Series of Fighting.
| Nr | Gala                                    | Data                 | Miejsce                                                  | Frekwencja widowni (przybliżona) |
| -- | --------------------------------------- | -------------------- | -------------------------------------------------------- | -------------------------------- |
| 1  | WSOF 1: Arlovski vs Cole                | 3 listopada 2012     | Las Vegas, Planet Hollywood Resort and Casino            | 1 000                            |
| 2  | WSOF 2: Arlovski vs Johnson             | 23 marca 2013        | Atlantic City, Revel Sports & Casino                     | 4 235                            |
| 3  | WSOF 3: Fitch vs Burkman                | 14 czerwca 2013      | Las Vegas, Hard Rock Hotel and Casino                    | 700                              |
| 4  | WSOF 4: Spong vs. DeAnda                | 10 sierpnia 2013     | Ontario, Citizens Business Bank Arena                    | 5 709                            |
| 5  | WSOF 5: Arlovski vs. Kyle               | 14 września 2013     | Atlantic City, Revel Sports & Casino                     | 4 000                            |
| 6  | WSOF 6: Burkman vs. Carl                | 26 października 2013 | Coral Gables, BankUnited Center                          | 3 814                            |
| 7  | WSOF 7: Karakhanyan vs. Palmer          | 7 grudnia 2013       | Vancouver, PNE Agrodome                                  | 4 521                            |
| 8  | WSOF 8: Gaethje vs. Patishnock          | 18 stycznia 2014     | Hollywood, Seminole Hard Rock Hotel and Casino Hollywood | 913                              |
| 9  | WSOF Canada 1: Ford vs. Powell          | 21 lutego 2014       | Edmonton, Edmonton Expo Centre                           | 2 100                            |
| 10 | WSOF 9: Carl vs. Palhares               | 29 marca 2014        | Las Vegas, Hard Rock Cafe                                | 995                              |
| 11 | WSOF Canada 2: Loiseau vs. Lewis        | 7 czerwca 2014       | Edmonton, Edmonton Expo Centre                           | 3 330                            |
| 12 | WSOF 10: Branch vs. Taylor              | 21 czerwca 2014      | Las Vegas, Hard Rock Cafe                                | 600                              |
| 13 | WSOF 11: Gaethje vs. Newell             | 5 lipca 2014         | Daytona Beach, Ocean Center                              | 6 275                            |
| 14 | WSOF 12: Palomino vs Gonzalez           | 9 sierpnia 2014      | Las Vegas, Hard Rock Cafe                                | 550                              |
| 15 | WSOF 13: Moraes vs. Bollinger           | 13 września 2014     | Bethlehem, Sands Casino Resort Bethlehem                 | 749                              |
| 16 | WSOF 14: Ford vs. Shields               | 11 października 2014 | Edmonton, Edmonton Expo Centre                           | 5 000                            |
| 17 | WSOF 15: Branch vs. Okami               | 15 listopada 2014    | Tampa, USF Sun Dome                                      | 7 000                            |
| 18 | WSOF 16: Palhares vs. Fitch             | 13 grudnia 2014      | Sacramento, McClellan Conference Center                  | 1 100                            |
| 19 | WSOF 17: Shields vs. Foster             | 17 stycznia 2015     | Las Vegas, Hard Rock Cafe                                | 1 006                            |
| 20 | WSOF 18: Moraes vs. Hill                | 17 lutego 2015       | Edmonton, Edmonton Expo Centre                           | 5 026                            |
| 21 | WSOF 19: Gaethje vs. Palomino           | 28 marca 2015        | Phoenix, Comerica Theatre                                | 4 800                            |
| 22 | WSOF 20: Branch vs. McElligott          | 10 kwietnia 2015     | Ledyard, Foxwoods Casino                                 | 3 894                            |
| 23 | WSOF 21: Palmer vs. Horodecki           | 5 czerwca 2015       | Edmonton, Edmonton Expo Centre                           | 3 225                            |
| 24 | WSOF 22: Palhares vs. Shields           | 1 sierpnia 2015      | Las Vegas, Planet Hollywood Resort and Casino            | 673                              |
| 25 | WSOF 23: Gaethje vs. Palomino II        | 18 września 2015     | Phoenix, Comerica Theatre                                | 5 000                            |
| 26 | WSOF 24: Fitch vs. Okami                | 17 października 2015 | Ledyard, Foxwoods Casino                                 | 2 876                            |
| 27 | WSOF 25: Lightweight Tournament         | 20 listopada 2015    | Phoenix, Comerica Theatre                                | 3 500                            |
| 28 | WSOF 26: Palmer vs. Almeida             | 18 grudnia 2015      | Las Vegas, Cosmopolitan of Las Vegas                     | ?                                |
| 29 | WSOF 27: Firmino vs. Fodor              | 23 stycznia 2016     | Memphis, FedExForum                                      | ?                                |
| 30 | WSOF GC: Japan 1                        | 7 lutego 2016        | Tokio, Tokyo Dome City Hall                              | ?                                |
| 31 | WSOF 28: Moraes vs. Barajas             | 20 lutego 2016       | Garden Grove, Next Level Sports Complex                  | ?                                |
| 32 | WSOF 29: Gaethje vs. Foster             | 12 marca 2016        | Greeley, Bank of Colorado Arena                          | ?                                |
| 33 | WSOF 30: Branch vs. Starks              | 2 kwietnia 2016      | Las Vegas, Hard Rock Hotel and Casino                    | ?                                |
| 34 | WSOF 31: Ivanov vs. Copeland            | 17 czerwca 2016      | Ledyard, Foxwoods Casino                                 | ?                                |
| 35 | WSOF Global Championship 3: Philippines | 30 lipca 2016        | Quezon City, Smart Araneta Coliseum                      | ?                                |
| 36 | WSOF 32: Moraes vs. Hill 2              | 30 lipca 2016        | Everett, Xfinity Arena                                   | ?                                |
| 37 | WSOF 33: Branch vs. Magalhães           | 7 października 2016  | Kansas City, Municipal Auditorium                        | ?                                |
| 38 | 34: Gaethje vs. Firmino                 | 31 grudnia 2016      | Nowy Jork, The Theater at Madison Square Garden          | ?                                |
| 39 | WSOF 35: Ivanov vs. Jordan              | 18 marca 2017        | Verona, Turning Stone Casino                             | ?                                |